# Auzances
Auzances is een gemeente in het Franse departement Creuse (regio Nouvelle-Aquitaine). De plaats maakt deel uit van het arrondissement Aubusson. Auzances telde op 1 januari 2022 1.153 inwoners.

## Geografie
De oppervlakte van Auzances bedraagt 7,08 km², de bevolkingsdichtheid is 171 inwoners per km² (per 1 januari 2019).
De onderstaande kaart toont de ligging van Auzances met de belangrijkste infrastructuur en aangrenzende gemeenten.

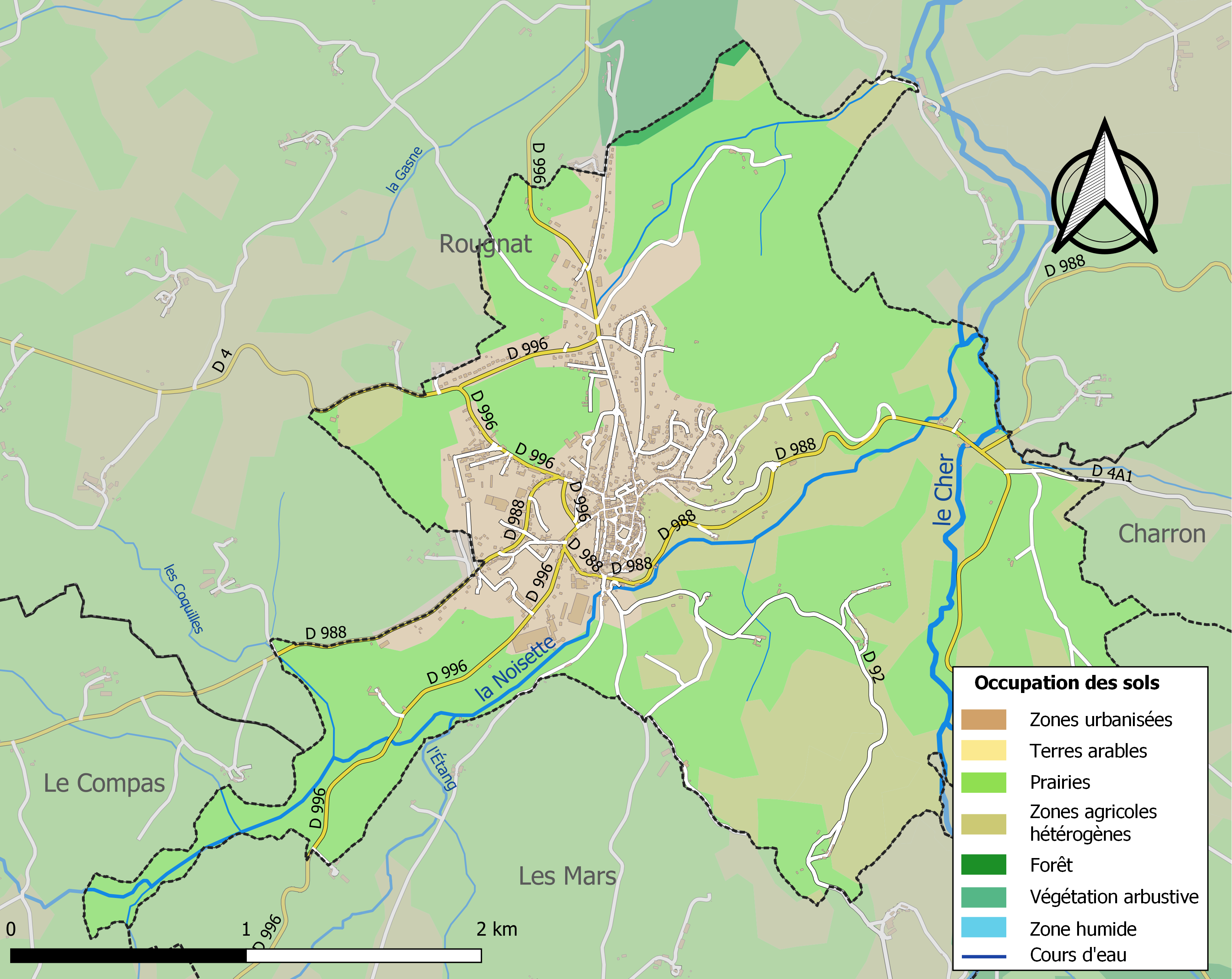

## Demografie
Onderstaande figuur toont het verloop van het inwonertal (bron: INSEE-tellingen).